# Randall Batinkoff
Randall Batinkoff (Monticello, 16 ottobre 1968) è un attore statunitense.

## Biografia
Batinkoff nacque a Monticello, Contea di Sullivan (New York) nel 1968 ed è cresciuto in una fattoria vicino a Ferndale, sempre nello stato di New York. L'attore fece la sua prima apparizione televisiva nel 1974 in una pubblicità all'età di 6 anni; il suo volto fu scelto da un agente che lo vide in un negozio di giocattoli. Debuttò in fiction televisive negli anni ottanta, fra cui The Stepford Children, prima di recitare accanto all'attrice Molly Ringwald nella commedia del 1988, Per gioco e... per amore.
Nei primi anni novanta, Batinkoff recitò in Buffy l'ammazzavampiri, I protagonisti, Scuola d'onore e in quello del 1995 L'università dell'odio. Dal 1994 al 1995, recitò la parte di David Grantland nella serie televisiva, Christy (Batinkoff è ebreo nella vita reale). Successivamente ha lavorato in fiction televisive come Skip Tracer, Black Widow e The Last Lullaby.

## Filmografia

### Cinema
- Prostituzione (Streetwalkin), regia di Joan Freeman (1985)
- Per gioco e... per amore (For Keeps?), regia di John G. Avildsen (1988)
- I protagonisti (The Player), regia di Robert Altman (1992)
- Buffy l'ammazzavampiri (Buffy the Vampire Slayer), regia di Fran Rubel Kuzui (1992)
- Scuola d'onore (School Ties), regia di Robert Mandel (1992)
- L'università dell'odio (Higher Learning), regia di John Singleton (1995)
- Parlando e sparlando (Walking and Talking), regia di Nicole Holofcener (1996)
- The Peacemaker, regia di Mimi Leder (1997)
- Mad City - Assalto alla notizia (Mad City), regia di Costa-Gavras (1997)
- Qualcosa è cambiato (As Good as It Gets), regia di James L. Brooks (1997)
- Il cuore della foresta (Heartwood), regia di Lanny Cotler (1998)
- Omicidi di classe (Dead Man's Curve), regia di Dan Rosen (1998)
- L'ultimo sceriffo (The Last Marshal), regia di Mike Kirton (1999)
- Free, regia di Andrew Avery (2001)
- Detonator, regia di Jonathan Freedman (2003)
- Addio al nubilato (April's Shower), regia di Trish Doolan (2003)
- Broken: Ci sono strade che portano a perderti (Broken), regia di Alan White (2006)
- Bordertown, regia di Gregory Nava (2006)
- Dark Memories - Ricordi terrificanti (Ring Around the Rosie), regia di Rubi Zack (2006)
- True Love, regia di Henry Barrial (2007)
- The Last Lullaby,  regia di Jeffey Goodman (2008)
- Kick-Ass,  regia di Matthew Vaughn (2010)

### Televisione
- Christy – serie TV, 20 episodi (1994-1995)
- Relativity – serie TV, 6 episodi (1996-1997)
- Il gioco della vedova nera (Black Widow), regia di Armand Mastroianni – film TV (2008)
- Castle - serie TV, episodio 3x11 (2011)
- NCIS - Unità anticrimine (NCIS) - serie TV, episodio 19x16 (2022)
- Daily Alaskan (Alaska Daily) – serie TV, episodio 1x01 (2022)

## Doppiatori italiani
Nelle versioni in italiano delle opere in cui ha recitato, Randall Batinkoff è stato doppiato da:
- Vittorio Guerrieri in Scuola d'onore
- Massimiliano Manfredi in Christy
- Edoardo Nordio in Relativity
- Oreste Baldini in The Peacemaker
- Alessandro Rigotti in CSI: Miami
- Massimo Lodolo in Broken: Ci sono strade che portano a perderti
- Roberto Gammino in Bordertown
- Vittorio De Angelis in Dark Memories - Ricordi terrificanti
- Alessandro Ballico in NCIS - Unità anticrimine
- Davide Doviziani in Daily Alaskan
- Massimo Aresu in The Weapon